# Леондарион
Леонда́рион (греч. Λεοντάριον) — малый город в Греции, восточный пригород Афин. Расположен в 15 километрах к востоку от центра Афины, площади Омониас, и в 10 километрах к северо-западу от международного аэропорта «Элефтериос Венизелос» у подножия Имитоса. Входит в общину (дим) Палини в периферийной единице Восточной Аттике в периферии Аттике. Население 5929 жителей по переписи 2011 года.
До переименования в 1954 году назывался Ка́ндза (Κάντζα).
В месте известном как Палленида находился храм Афины, у которого в 546 году до н. э. в битве при Паллениде Писистрат разбил афинян. Победа в битве позволила Писистрату установить в Афинах тиранию. Руины храма найдены на улице Клистенус (Κλεισθένους) в Еракасе. Как памятник погибшим афинянам был установлен мраморный лев, сейчас находящийся в церкви Святого Николая в Леондарионе и являющийся местной достопримечательностью.
В 1875 году Андреас Камбас (Ανδρέας Καμπάς) приобрел поместье Кандза (Κάντζα) площадью примерно 5000 стремм, что соответствует 5 квадратным километрам, и создал винодельческое предприятие. Сохранилась вилла Андреаса Камбаса, местная достопримечательность.
По западной окраине Леондариона проходит проспект Лавриу (Λεωφόρος Λαυρίου, национальная дорога ΕΟ89), соединяющий Глика-Неру и Като-Сунион на мысе Сунион.

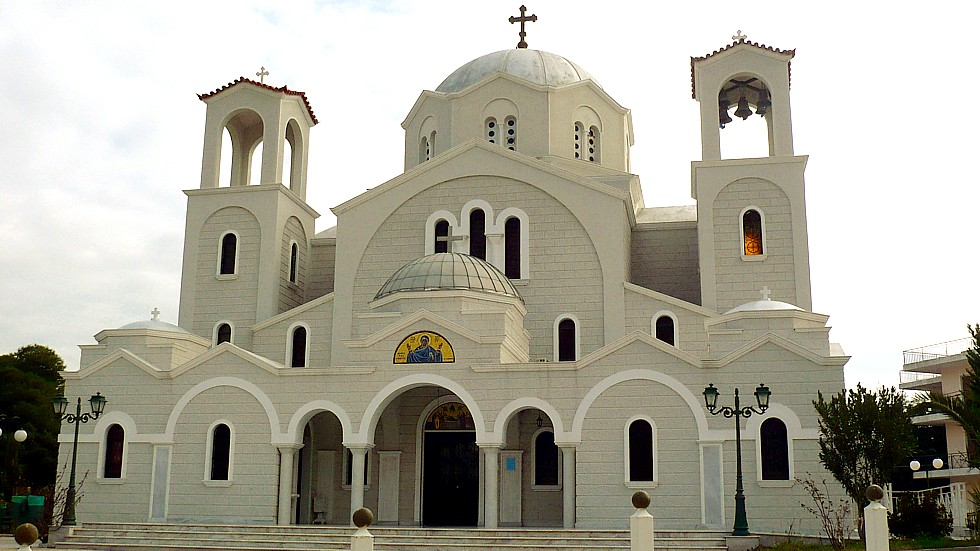
Церковь Успения Богородицы в Леондарионе

Севернее и восточнее города находятся станции «Дукисис-Плакендиас», «Палини» и «Пеания — Кандза», через которые проходят поезда железнодорожной линии «Аэродром» — «Патры» (аэропорт «Элефтериос Венизелос» — Патры) и Линии 3 (синей ветки) Афинского метрополитена.

## Сообщество Палини
Леондарион входит в общинное сообщество Палини. Население сообщества 22 344 жителя по переписи 2011 года. Площадь 18,932 квадратного километра.
| Населённый пункт | Население (2011), человек |
| ---------------- | ------------------------- |
| Леондарион       | 5929                      |
| Палини           | 16 415                    |

## Население
| Год  | Население, человек |
| ---- | ------------------ |
| 1991 | 2796               |
| 2001 | 4056               |
| 2011 | ↗ 5929             |